# Ashfield (New South Wales)
Ashfield is een voorstad van de Australische stad Sydney. Ashfield ligt 9 kilometer ten zuidwesten van het Sydney Central Business District en dient als administratief centrum voor de Municipality of Ashfield.
De geschiedenis van Ashfield gaat terug tot 1793, toen dominee Richard Johnson het eerste huis in het gebied bouwde. In 1820 was inmiddels een kleine nederzetting ontstaan genaamd Ashfield Park. In 1838 werd Ashfield officieel een plaats. In 1855 telde Ashfield nog 200 inwoners, maar de opening van de Sydney-Parramatta spoorweg zorgde in de jaren erop voor een explosieve bevolkingsgroei. Rond 1890 was het inwoneraantal gestegen tot 11000.
Ashfield heeft een multiculturele bevolking. De bevolkingsdichtheid is relatief hoog voor een Australische stad. De meeste winkels liggen langs Liverpool Road.Tevens liggen hier enkele kantoren.
Ashfield heeft drie basisscholen: Ashfield Public, St Vincents, en Yeo Park Infants. Verder zijn er drie middelbare scholen: Ashfield Boys High School, Bethlehem College en De La Salle College. Er zijn geen openbare ziekenhuizen in Ashfield; alleen twee particuliere instellingen. 